# 점렬 콤팩트 공간
일반위상수학에서 점렬 콤팩트 공간(點列compact空間, 영어: sequentially compact space)은 모든 점렬이 수렴하는 부분 점렬을 갖는 위상 공간이다.:179, Definition

## 정의
위상 공간 {\displaystyle X}가 다음 조건을 만족시키면, 점렬 콤팩트 공간이라고 한다.
- 모든 점렬이 수렴 부분 점렬을 갖는다. 즉, 임의의 점렬 {\displaystyle (x_{n})_{n=0}^{\infty }\subseteq X}에 대하여, {\displaystyle x_{n_{i}}\to x}인 {\displaystyle x\in X} 및 {\displaystyle n_{0}<n_{1}<n_{2}<\cdots }가 존재한다.

## 성질
가산 개의 점렬 콤팩트 공간들의 곱공간은 점렬 콤팩트 공간이다. {\displaystyle \aleph _{1}}개 이하의 점렬 콤팩트 공간들의 곱공간은 가산 콤팩트 공간이다.:144, Theorem 5.5:125, Exercise 17G
점렬 콤팩트 공간의 닫힌집합은 점렬 콤팩트 공간이다.
점렬 콤팩트 공간의 연속적 상은 점렬 콤팩트 공간이다.

### 함의 관계
다음과 같은 함의 관계가 성립한다.
|           |   | 콤팩트 공간      |   |                  |   |                    |   |                  |
|           | ↗ |                  | ↘ |                  |   |                    |   |                  |
| 뇌터 공간 |   |                  |   | 가산 콤팩트 공간 | → | 희박 콤팩트 공간   | → | 유사 콤팩트 공간 |
|           | ↘ |                  | ↗ |                  | ↘ |                    |   |                  |
|           |   | 점렬 콤팩트 공간 |   |                  |   | 극한점 콤팩트 공간 |   |                  |
콤팩트성과 점렬 콤팩트성 사이에는 함의 관계가 존재하지 않는다.
증명 (점렬 콤팩트 공간 ⇒ 가산 콤팩트 공간):
위상 공간 {\displaystyle X}가 가산 콤팩트 공간이 아니라고 하자. 즉, 유한 부분 덮개를 갖지 않는, {\displaystyle X}의 가산 열린 덮개 {\displaystyle \{U_{0},U_{1},\dots \}}가 존재한다. 따라서, 임의의 자연수 {\displaystyle n\in \mathbb {N} }에 대하여,
{\displaystyle x_{n}\in X\setminus (U_{0}\cup \cdots \cup U_{n})}
을 고를 수 있다. 임의의 {\displaystyle x\in X}에 대하여, {\displaystyle x\in U_{n}}인 자연수 {\displaystyle n\in \mathbb {N} }이 존재한다. 그런데, 임의의 {\displaystyle i\geq n}에 대하여 {\displaystyle x_{i}\in U_{n}}이다. 즉, {\displaystyle (x_{n})_{n=0}^{\infty }}의 어떤 부분 점렬도 {\displaystyle x}로 수렴할 수 없다. 이는 임의의 {\displaystyle x}에 대한 것이므로, {\displaystyle (x_{n})_{n=0}^{\infty }}의 수렴 부분 점렬은 존재하지 않는다. 즉, {\displaystyle X}는 점렬 콤팩트 공간이 아니다.
제1 가산 공간에 대하여, 다음 두 조건이 서로 동치이다.:125, 17G.3
- 점렬 콤팩트 공간이다.
- 가산 콤팩트 공간이다.

증명:
모든 제1 가산 가산 콤팩트 공간 {\displaystyle X}가 점렬 콤팩트 공간임을 보이는 것으로 충분하다. 임의의 점렬 {\displaystyle (x_{n})_{n=0}^{\infty }}이 주어졌다고 하자. 만약 {\displaystyle \{x_{0},x_{1},\dots \}}이 유한 집합이라면,
{\displaystyle x=x_{n_{0}}=x_{n_{1}}=\cdots }
인 {\displaystyle x\in X} 및 {\displaystyle n_{0}<n_{1}<\cdots }이 존재하며, 이 경우 부분 점렬 {\displaystyle (x_{n_{i}})_{i=0}^{\infty }}은 {\displaystyle x}로 수렴한다. 만약 {\displaystyle \{x_{0},x_{1},\dots \}}이 무한 집합이라면, {\displaystyle \{x_{0},x_{1},\dots \}}의 {\displaystyle \aleph _{0}}-집적점 {\displaystyle x\in X}가 존재한다. {\displaystyle x}의 가산 국소 기저
{\displaystyle U_{0}\supseteq U_{1}\supseteq \cdots }
를 잡자. 그렇다면, 임의의 {\displaystyle i\in \mathbb {N} }에 대하여, {\displaystyle U_{i}\cap \{x_{0},x_{1},\dots \}}은 무한 집합이다. 따라서,
{\displaystyle x_{n_{i}}\in U_{i}\qquad (\forall i\in \mathbb {N} )}
인
{\displaystyle n_{0}<n_{1}<\cdots }
이 존재한다. 이 경우, {\displaystyle (x_{n_{i}})_{i=0}^{\infty }}는 {\displaystyle (x_{n})_{n=0}^{\infty }}의 부분 점렬이며, {\displaystyle x}로 수렴한다. 즉, {\displaystyle X}는 점렬 콤팩트 공간이다.
제2 가산 공간에 대하여, 다음 세 조건이 서로 동치이다.:125, 17G.4
- 콤팩트 공간이다.
- 점렬 콤팩트 공간이다.
- 가산 콤팩트 공간이다.

증명:
모든 제2 가산 공간은 제1 가산 공간이므로, 모든 제2 가산 가산 콤팩트 공간이 콤팩트 공간임을 보이는 것으로 족하다. 이는 다음 두 사실로부터 바로 따라나온다.
- 모든 린델뢰프 가산 콤팩트 공간은 콤팩트 공간이다.
- 모든 제2 가산 공간은 린델뢰프 공간이다.

직접적인 증명은 다음과 같다. 위상 공간 {\displaystyle X}의 기저 {\displaystyle {\mathcal {B}}}가 주어졌을 때, 다음 두 조건이 동치임을 쉽게 보일 수 있다.
- {\displaystyle X}는 콤팩트 공간이다.
- {\displaystyle {\mathcal {B}}}의 임의의 부분 덮개는 유한 부분 덮개를 갖는다.

마찬가지로, 다음 두 조건이 동치임을 쉽게 보일 수 있다.
- {\displaystyle X}는 가산 콤팩트 공간이다.
- {\displaystyle {\mathcal {B}}}의 임의의 가산 부분 덮개는 유한 부분 덮개를 갖는다.

제2 가산 공간의 경우, 가산 기저 {\displaystyle {\mathcal {B}}}가 존재하므로, 위 두 쌍의 조건은 동치가 된다.
거리화 가능 공간에 대하여, 다음 조건들이 모두 서로 동치이다.:179–180, Theorem 28.2
- 콤팩트 공간이다.
- 점렬 콤팩트 공간이다.
- 가산 콤팩트 공간이다.
- 극한점 콤팩트 공간이다.
- 희박 콤팩트 공간이다.
- 유사 콤팩트 공간이다.

증명:
다음 사실들로부터 따라나온다.
- 정규 하우스도르프 공간에 대하여, 가산 콤팩트 공간·극한점 콤팩트 공간·희박 콤팩트 공간·유사 콤팩트 공간의 개념은 서로 동치이다.
- 모든 콤팩트 공간 및 모든 점렬 콤팩트 공간은 가산 콤팩트 공간이다.
- 제1 가산 가산 콤팩트 공간은 점렬 콤팩트 공간이다.
- 파라콤팩트 가산 콤팩트 공간은 콤팩트 공간이다.
- 모든 거리화 가능 공간은 제1 가산 파라콤팩트 정규 하우스도르프 공간이다.

모든 점렬 콤팩트 거리 공간이 콤팩트 거리 공간임에 대한 한 가지 직접적인 증명은 다음과 같은 세 단계로 구성된다.
- 점렬 콤팩트 거리 공간 {\displaystyle (X,d)}의 열린 덮개 {\displaystyle {\mathcal {U}}}는 항상 르베그 수를 갖는다.
  - 귀류법을 사용하여, {\displaystyle {\mathcal {U}}}가 르베그 수를 갖지 않는다고 가정하자. 임의의 {\displaystyle n\in \mathbb {Z} ^{+}}에 대하여, {\displaystyle 1/n}이 {\displaystyle {\mathcal {U}}}의 르베그 수가 아니므로, {\displaystyle \operatorname {diam} Y_{n}<1/n}이며 {\displaystyle Y_{n}\not \subseteq U\forall U\in {\mathcal {U}}}인 {\displaystyle Y_{n}\subseteq X}가 존재한다. {\displaystyle y_{n}\in Y_{n}}을 고르자. 그렇다면, {\displaystyle (y_{n})_{n=0}^{\infty }}의 어떤 부분 점렬 {\displaystyle (y_{n_{i}})_{i=0}^{\infty }}은 어떤 점 {\displaystyle y\in X}로 수렴한다. {\displaystyle B(y,\epsilon )\subseteq U\in {\mathcal {U}}}라고 하자. 그렇다면, 충분히 큰 {\displaystyle i\in \mathbb {N} }에 대하여, {\displaystyle 1/n_{i}<\epsilon /2}이며 {\displaystyle d(y_{n_{i}},y)<\epsilon /2}이다. 따라서 {\displaystyle Y_{n_{i}}\subseteq U}이며, 이는 모순이다.
- 점렬 콤팩트 거리 공간 {\displaystyle (X,d)}은 완전 유계 공간이다.
  - {\displaystyle (X,d)}가 완전 유계 공간이 아니라고 하자. 즉, 유한 개의 {\displaystyle \epsilon }-열린 공들로 구성된 덮개가 존재하지 않게 되는 양의 실수 {\displaystyle \epsilon >0}이 존재한다. 그렇다면 {\displaystyle x_{i}\in X\setminus (B(x_{0},\epsilon )\cup \cdots \cup B(x_{i-1},\epsilon ))}인 점렬 {\displaystyle (x_{i})_{i=0}^{\infty }\subseteq X}을 재귀적으로 구성할 수 있다. 이 경우, 임의의 {\displaystyle i\neq j}에 대하여 {\displaystyle d(x_{i},x_{j})\geq \epsilon }이므로, {\displaystyle (x_{i})_{i=0}^{\infty }}는 수렴 부분 점렬을 갖지 않는다. 즉, {\displaystyle X}는 점렬 콤팩트 공간이 아니다.
- 거리 공간 {\displaystyle (X,d)}의 모든 열린 덮개가 르베그 수를 가지며, 완전 유계 공간이라면, 콤팩트 공간이다.
  - 임의의 열린 덮개 {\displaystyle {\mathcal {U}}}가 주어졌다고 하자. 가정에 따라 {\displaystyle {\mathcal {U}}}의 르베그 수 {\displaystyle \delta >0}이 존재한다. 완전 유계성에 따라, {\displaystyle X=B(x_{1},\delta )\cup \cdots \cup B(x_{n},\delta )}인 유한 집합 {\displaystyle \{x_{1},\dots ,x_{n}\}\subseteq X}가 존재한다. 임의의 {\displaystyle i\in \{1,\dots ,n\}}에 대하여, {\displaystyle B(x_{i},\delta )\subseteq U_{i}}인 {\displaystyle U_{i}\in {\mathcal {U}}}를 고르자. 그렇다면, {\displaystyle \{U_{1},\dots ,U_{n}\}}은 {\displaystyle {\mathcal {U}}}의 유한 부분 덮개이다. 즉, {\displaystyle (X,d)}는 콤팩트 공간이다.

특히, 노름 위상을 갖춘 바나흐 공간의 부분 집합에 대하여 위 동치가 성립한다. 약한 위상에서도 위 동치의 일부가 성립한다. 구체적으로, 에벌라인-시물리얀 정리에 따르면, {\displaystyle \mathbb {K} \in \{\mathbb {R} ,\mathbb {C} \}} 및 {\displaystyle \mathbb {K} }-바나흐 공간 {\displaystyle (V,\lVert \cdot \rVert )} 및 부분 집합 {\displaystyle S\subseteq V}에 대하여, 다음 네 조건이 서로 동치이다.
- 약한 위상에 대하여 콤팩트 공간이다.
- 약한 위상에 대하여 점렬 콤팩트 공간이다.
- 약한 위상에 대하여 가산 콤팩트 공간이다.
- 약한 위상에 대하여 극한점 콤팩트 공간이다.

## 예

### 콤팩트 공간이 아닌 점렬 콤팩트 공간
최소 비가산 순서수 {\displaystyle \omega _{1}}는 (순서 위상에 대하여) 점렬 콤팩트 공간이지만, 콤팩트 공간이 아니다.

### 점렬 콤팩트 공간이 아닌 콤팩트 공간
두 점 이산 공간의 {\displaystyle 2^{\aleph _{0}}}개 곱공간 {\displaystyle 2^{\times 2^{\aleph _{0}}}}은 (티호노프 정리에 따라) 콤팩트 공간이지만, 점렬 콤팩트 공간이 아니다.
가산 무한 이산 공간의 스톤-체흐 콤팩트화 {\displaystyle \beta \mathbb {N} }은 콤팩트 공간이지만, 점렬 콤팩트 공간이 아니다.

### 콤팩트 공간도 점렬 콤팩트 공간도 아닌 가산 콤팩트 공간
가산 콤팩트 공간이지만 콤팩트 공간이 아니며 점렬 콤팩트 공간도 아닌 예로
{\displaystyle \omega _{1}\times 2^{\times 2^{\aleph _{0}}}}
을 들 수 있다. 이는 가산 콤팩트 공간과 콤팩트 공간의 곱은 가산 콤팩트 공간이며, {\displaystyle \omega _{1}}과 {\displaystyle 2^{\times 2^{\aleph _{0}}}}이 {\displaystyle \omega _{1}\times 2^{\times 2^{\aleph _{0}}}}의 닫힌집합(또는 연속적 상)이기 때문이다.

## 참고 문헌
1. 1 2  Munkres, James R. (2000). 《Topology》 (영어) 2판. Prentice Hall. ISBN 978-0-13-181629-9. MR 0464128. Zbl 0951.54001.
2. ↑  Scarborough, C. T.; Stone, A. H. (1966). “Products of nearly compact spaces”. 《Transactions of the American Mathematical Society》 (영어) 124: 131–147. doi:10.2307/1994440. ISSN 0002-9947. MR 0203679. Zbl 0151.30001.
3. 1 2 3  Willard, Stephen (1970). 《General topology》. Addison-Wesley Series in Mathematics (영어). Reading, Massachusetts; Menlo Park, California; London; Don Mills, Ontario: Addison-Wesley. ISBN 978-0-201-08707-9. MR 0264581. Zbl 0205.26601.